# Hernán Navascués
Hernán Navascués (Durazno, 18 de octubre de 1939) es un abogado y dirigente deportivo uruguayo.

## Biografía
Egresado de la Universidad de la República con el título de Doctor en Derecho. Se especializó en Derecho laboral.   También ejerció la docencia en la Facultad de Ciencias Sociales y en la Universidad ORT.
Militante del Partido Nacional, participó desde su adolescencia en el movimiento Divisa Blanca. En 2007 escribió, El legado de un nombre, una biografía del líder de ese sector, el Dr. Washington Beltrán Mullin.
Fue director del Departamento Jurídico de la Inspección General de Trabajo del Ministerio de Trabajo y Seguridad Social. Entre 1990 y 1996 fue vicepresidente de la Corte Electoral.
Paralelamente desarrolló actividades como dirigente deportivo en el Club Nacional de Football y en la Mesa Ejecutiva de la Asociación Uruguaya de Fútbol.

## Obras
- El legado de un nombre (vida y obra del Dr. Washington Beltrán Mullin).[3][1]